# Corbu, Constanța
Corbu este satul de reședință al comunei cu același nume din județul Constanța, Dobrogea, România. La recensământul din 2002 avea o populație de 4471 locuitori.
Localitatea a fost înființată în urma reformei administrative din 1968 prin comasarea satelor Corbu de Jos (în trecut Gargalâcul-Mic, în turcă Așağı Kargalık) și Corbu de Sus (în trecut Gargalâcul-Mare, în turcă Yukarı Kargalık).